# 武田早苗
武田 早苗（たけだ さなえ、1960年- ）は、日本の国文学者、相模女子大学教授。

## 経歴
神奈川県生まれ。横浜国立大学教育学部卒業。同大学院修士課程修了。東京家政学院中学校・高等学校教諭を経て、相模女子大学教授。中古女流和歌が専門。

## 著書
- 『和泉式部 人と文学 (日本の作家100人) 勉誠出版, 2006
- 『相模』 (コレクション日本歌人選 笠間書院, 2011
- 『平安中期和歌文学攷』武蔵野書院, 2019
- 『後拾遺和歌集攷』青簡舎, 2019

### 共編著
- 「賀茂保憲女集 赤染衛門集」校注 (中周子・佐藤雅代『賀茂保憲女集・赤染衛門集・清少納言集・紫式部集・藤三位集』（明治書院・和歌文学大系、2000年）
- 『重之女集重之子僧集新注 (新注和歌文学叢書 渦巻恵共著. 青簡舎, 2015